# ウインズ立川
ウインズ立川（ウインズたちかわ）は、東京都立川市錦町にある日本中央競馬会 (JRA) の場外勝馬投票券発売所 (WINS) である。

## 施設概要
テナントビルに設置されているA館（旧館）と、1994年に設置されたB館（新館）の2つの棟があり、両館は路地を挟んで併設されている。
全館禁煙だが、A館の1階喫煙コーナー 3・4階喫煙ルーム 各階バルコニー、B館の各階バルコニーで喫煙できる。
B館が老朽化したため大規模リニューアルを行ない、2021年12月4日より再オープンし、5階と6階は有料指定席フロア（UMACA専用）として運用開始した。

## 交通
- JR中央線、南武線、青梅線・立川駅（南口）から徒歩約3分
- 多摩都市モノレール線・立川南駅から徒歩約3分

## 発売・払戻時間
- 発売

原則として9時から発売。前日発売は17時まで。
- 払戻

開催日は9時から17時まで、非開催日は10時から16時まで。
非開催日の払戻業務はA館のみで行われる。また、毎週水曜から金曜、年末年始、祝日、振替休日は休業日となる。

## 発売レース
全レース100円単位で発売。A館2階の発売機のみ500円単位で発売している。